# Mary's Child
Mary's Child était un groupe de rock, dont la particularité était leur jeune âge et une musique sonique et bruitiste, sans négliger la mélodie. A rapprocher de groupes tels que Ride, My Bloody Valentine ou Guided By Voice... Le split est arrivé en 1998. Deux 45t. + 3 miniLP ont été réalisés, dont un cd split avec Dionysos et despondents puis une tournée française, nombreuse compilations et concerts et premieres parties avec Deus, Noir Desir, Baby Chaos, Oasis, Echobelly,
Ils se sont réunis à l'occasion de la sortie de la compilation Bordeaux rock 07 avec un concert le 20 janvier dernier, puis un second concert a la salle des lendemains qui chantent à Tulle
http://profile.myspace.com/index.cfm?fuseaction=user.viewprofile&friendID=145099191